# Katedra św. Jerzego w Ano Siros
Katedra św. Jerzego w Ano Siros – rzymskokatolicka katedra diecezji sirosko-meloskiej znajdująca się w Ano Siros, na wyspie Síros w Grecji.
Została zbudowana na wzgórzu około 1200 i była restaurowana wiele razy. Została zniszczona przez Turków w 1617 i została po raz ostatni odrestaurowana w 1834 do swego obecnego wyglądu. Jest katedrą wspólnoty katolickiej Síros od 1652 i mieści wiele cennych ikon takich jak jedna Świętego Jerzego, ikona Panagia tis Elpidas (Najświętsza Maryja Panna Nadziei) i portret biskupa Andreasa Kargasa, który został powieszony przez Turków.